# Lawrence E. Walsh
Lawrence Edward Walsh (8. januar 1912 - 19. marts 2014) var en amerikansk advokat, tidligere dommer og vice-statsadvokat, som blev udnævnt til Office of Independent Counsel i 1987 for at undersøge Iran-Contra-skandalen under Reagan-administrationen.